# NeoWiz Japan
NeoWiz Japan（ネオウィズジャパン）は韓国のゲーム会社であるNEOWIZの日本法人。
情報ポータルサイト「ゲームチュー」（現在は「Pmang」）を運営し、オンラインゲーム『R2BEAT』やMMORPG『デカロン』（2007年10月24日にゲームヤロウへ移管）などの運営も行なっていた。
2008年6月26日にゲームオンに吸収合併され、消滅した。

## 関連するオンラインゲーム
- R2Beat
- デカロン－現在は撤退。
- ヨーグルティング－日本ではガンホー・オンライン・エンターテイメントが運営しているため、日本法人は関与していない。